# The CW Television Network
Pour les articles homonymes, voir CW.
The CW Television Network, ou simplement The CW, est un réseau de télévision hertzien américain.
Lancé le 18 septembre 2006, il résulte de la fusion entre les réseaux The WB, propriété de Warner Bros., et UPN, propriété de CBS Entertainment Group. Avec une couverture de la population américaine de 95 %, la cible visée est la tranche 18-34 ans.
Lors de la fusion, la chaîne était alors détenue à parité par Warner Bros. et CBS Entertainment Group, filiales des groupes Warner Bros. Discovery et Paramount Global, respectivement. Depuis 2022, elle est détenue majoritairement par le groupe Nexstar Media Group, avec le reste de son capital partagé à parité avec les deux propriétaires historiques.

## Histoire
The CW est le successeur des réseaux The WB et UPN, tous deux lancés en janvier 1995. Après des débuts difficiles, les deux réseaux ont réussi à trouver leur public avec des séries originales. Onze ans plus tard, les audiences étaient en baisse sur les deux réseaux ayant une dette combinée de 2 milliards de dollars, incapables d'atteindre la part d'audience du réseau Fox permettant de faire jeu égal avec ABC, NBC et CBS. Au lieu de faire face à un futur incertain séparément, les directions de Warner Brothers (The WB) et de CBS (UPN) ont annoncé le 24 janvier 2006 qu'elles allaient fermer leur réseau respectif et combiner leurs ressources afin de créer un nouveau réseau qui sera connu sous le nom de The CW Television Network, qui combinera les émissions et séries populaires des deux réseaux ainsi que du contenu inédit.
Les lettres CW proviennent des premières lettres des propriétaires : C pour CBS, W pour Warner. De manière humoristique, le président a expliqué que WC n'a pas été retenu pour raisons évidentes, puisque WC signifie une chasse d'eau de toilettes en anglais. Tout comme The WB et UPN, The CW vise un auditoire jeune, mais contrairement aux quatre grands réseaux, elle ne fournit aucune émission de nouvelles ou de sports en direct en réseau, par contre, certaines stations locales, surtout dans les grands centres, diffusent un bulletin de nouvelles de fin de soirée et diffusent des sports, déplaçant les émissions réseau manquées le samedi ou le dimanche. The CW a diffusé une émission spéciale de lancement le 18 septembre 2006 et rediffusé la finale de la précédente saison des séries qui ont été renouvelées pour le restant de la semaine. Le 9 mai 2008, le réseau a annoncé la location de la plage horaire du dimanche soir de 17 h à 22 h à une compagnie externe, Media Rights Capital, afin que la CW puisse se concentrer sur l'horaire du lundi au vendredi. En octobre 2008, MRC a proposé deux téléréalités : 4Real et In Harm's Way, ainsi que deux séries : Valentine et Easy Money. À la suite des audiences décevantes, la CW a annulé l'entente et programmé des rediffusions, pour ensuite redonner la soirée aux stations locales en 2009. Le contrat de diffusion pour le WWE Friday Night SmackDown a pris fin en septembre 2008, qui a trouvé refuge sur MyNetworkTV. The CW a toujours éprouvé de la difficulté avec les audiences, étant parfois battu par le réseau en langue espagnol Univision.

## The CW Plus
The CW Plus est un service de programmation offerte dans les marchés de petite et moyenne taille. Ce service fourni une programmation 24 heures d'émissions syndiquées, la programmation en primetime ainsi que des infopublicités la nuit, aux stations ou aux opérateurs de câblodistribution indépendants dans ces marchés, qui peuvent insérer de la publicité locale ou remplacer quelques émissions sous respect des droits de diffusion. Dans les marchés plus grands, les affiliés sont en mesure de programmer eux-mêmes la programmation de jour.

## Affiliés
The CW couvre 95 % de la population des États-Unis à l'aide d'environ 175 stations. Peu après l'annonce de la création du réseau, The CW a immédiatement signé une entente de dix ans avec 16 stations de Tribune Company qui possède des stations situées dans la plupart dans les grands centres tels que New York, Los Angeles, Chicago et Dallas, anciennement affiliés à The WB, ainsi qu'avec 11 stations de CBS Television Stations Group anciennement affiliés à UPN dont Philadelphie, San Francisco Atlanta et Détroit. Dans les marchés où se trouvaient un affilié WB et UPN, une seule station allait devenir affiliée à The CW. Plusieurs ententes ont été signées avec des compagnies afin de couvrir la majorité des marchés. Dans les marchés de taille moyenne, la programmation de The CW peut se retrouver soit en sous-canal numérique, ou diffusée plus tard en affiliation secondaire (par exemple à 22 h sur un affilié Fox), ou sur une station de faible puissance en mode analogique ou numérique, ou uniquement par câble grâce au programme The CW Plus. Le lendemain de l'annonce, les stations UPN appartenant à Fox ont retiré toutes les références et promos de UPN jusqu'au dernier jour mais en diffusant quand même la programmation réseau. Un mois plus tard le 22 février 2006, Fox annonce la création d'un nouveau réseau MyNetworkTV en affiliant ses stations.
1. New York : WPIX
2. Los Angeles : KTLA
3. Chicago : WCIU-TV (en)
4. Philadelphie : WPHL-TV (en)
5. Dallas : KDAF (en)
6. Houston : KIAH (en)
7. Atlanta : WPCH-TV
8. Boston : WLVI (en)
9. Washington D.C. : WDCW (en)
10. San Francisco : KRON-TV (en)
11. Phoenix (Arizona) : KNXV-DT2 (en)
12. Tampa : WTTA (en)
13. Seattle : KOMO-DT2
14. Détroit : WMYD (en)
15. Minneapolis : WUCW (en)
16. Orlando : WKCF (en)
17. Denver : KWGN-TV (en)
18. Miami : WSFL-TV (en)
19. Cleveland : WUAB
20. Sacramento : KQCA (en)
21. (liste incomplète)

58. Scranton/Wilkes-Barre : WSWB
94. Plattsburgh/Burlington : WNNE
117. Youngstown (Ohio) : WFMJ-TV
125. Lafayette : KATC-TV
144. Palm Springs (Californie) : KESQ-TV
164. Yuma (Arizona) : KECY-TV
189. Twin Falls : KMVT
202. Fairbanks (Alaska) : KATN

## Canada
Au Québec, la programmation de The CW est diffusée depuis le 4 mars 2013 sur le sous-canal numérique de WPTZ 5.2 (The Valley CW), l'affilié NBC. Son signal numérique de force moyenne rejoint partiellement le marché de Montréal, mais n'est pas autorisé pour distribution par câble. Anciennement, la programmation était disponible sur la station locale WFFF-TV (Fox Burlington) à partir de 22 h (ou après la programmation du réseau Fox), puis à partir du 27 septembre 2007 sur The CW Burlington au sous-canal 44.2.
En Ontario, Rogers Cable a été autorisé en 2005 à distribuer la station affiliée WNLO (The CW Buffalo) sur le câble numérique depuis son affiliation au réseau UPN. Au Canada, les distributeurs offrent WPIX (New York) et KTLA (Los Angeles) au forfait des super-stations (WGN-TV Chicago s'est désaffilié du réseau à l'automne 2016).
La majorité de la programmation du réseau est distribué par des chaînes canadiennes différentes. Par exemple durant la saison 2017-2018, on retrouve The Flash sur CTV et sur Netflix, Arrow, Legends of Tomorrow et Reign sur CTV Two (rediffusion sur MuchMusic), Supergirl sur Showcase, Supernatural sur Space, Jane the Virgin, iZombie, The 100, Riverdale et Dynasty sur Netflix, Life Sentence sur Bravo!.

## Grille des programmes

### Programmation de la saison 2022-2023
Programmation de l'automne
| Jours    | 20h-21h                                    | 21h-22h                                               |
| -------- | ------------------------------------------ | ----------------------------------------------------- |
| Lundi    | All American (saison 5)                    | All American: Homecoming (saison 2)                   |
| Mardi    | The Winchesters (saison 1, nouveauté)      | Professionals (saison 1, nouveauté)                   |
| Mercredi | Stargirl (saison 3)                        | Kung Fu (saison 3)                                    |
| Jeudi    | Walker (saison 3)                          | Walker: Independence (saison 1, nouveauté)            |
| Vendredi | Penn & Teller: Fool Us (émission)          | Whose Line Is It Anyway? (en) (émission - 2 épisodes) |
| Samedi   | Magic With the Stars (émission, nouveauté) | World's Funniest Animals (émission - 2 épisodes)      |
| Dimanche | Family Law (en) (saison 1, nouveauté)      | Coroner (saison 4)                                    |

Programmation de la mi-saison
- The Flash (saison 9)
- Riverdale (saison 7)
- Nancy Drew (saison 4)
- Gotham Knights (saison 1, nouveauté)
- Recipe for Disaster (émission, nouveauté)

### Programmation de la saison 2021-2022
Programmation de l'automne
| Jours    | 20h-21h                                                 | 21h-22h                                          |
| -------- | ------------------------------------------------------- | ------------------------------------------------ |
| Lundi    | All American (saison 4)                                 | 4400 (saison 1, nouveauté)                       |
| Mardi    | The Flash (saison 8)                                    | Riverdale (saison 6)                             |
| Mercredi | Legends of Tomorrow (saison 7)                          | Batwoman (saison 3)                              |
| Jeudi    | Walker (saison 2)                                       | Legacies (saison 4)                              |
| Vendredi | Penn & Teller: Fool Us (émission)                       | Nancy Drew (saison 3)                            |
| Samedi   | Whose Line Is It Anyway? (en) (émission - 2 épisodes)   | World's Funniest Animals (émission - 2 épisodes) |
| Dimanche | Legends of the Hidden Temple (en) (émission, nouveauté) | Killer Camp (en) (émission)                      |

- Programmation supplémentaire :
  - Masters of Illusion (en) (émission) : Remplace Killer Camp à partir du 24 octobre 2021.
  - Dynastie (saison 5) : Deux épisodes spéciaux de Noël à la place de All American le 20 décembre 2021.

Programmation de la mi-saison
| Jours    | 20h-21h                                                                           | 21h-22h                                          |
| -------- | --------------------------------------------------------------------------------- | ------------------------------------------------ |
| Lundi    | All American (saison 4)                                                           | All American: Homecoming (saison 1, nouveauté)   |
| Mardi    | Superman and Lois (saison 2)                                                      | Naomi (saison 1, nouveauté)                      |
| Mercredi | The Flash (saison 8)                                                              | Kung Fu (saison 2)                               |
| Jeudi    | Walker (saison 2)                                                                 | Legacies (saison 4)                              |
| Vendredi | Charmed (saison 4)                                                                | Dynastie (saison 5)                              |
| Samedi   | Whose Line Is It Anyway? (en)(émission) Would I Lie to You? (émission, nouveauté) | Masters of Illusion (en) (émission - 2 épisodes) |
| Dimanche | Riverdale (saison 6)                                                              | Two Sentence Horror Stories (en) (saison 3)      |

Programmation de la fin de saison
| Jours    | 20h-21h                                                                | 21h-22h                                            |
| -------- | ---------------------------------------------------------------------- | -------------------------------------------------- |
| Lundi    | Roswell, New Mexico (saison 4)                                         | In the Dark (en) (saison 4)                        |
| Mardi    | Leonardo (saison 1, nouveauté)                                         | Tom Swift (saison 1, nouveauté)                    |
| Mercredi | Mysteries Decoded (émission)                                           | Wellington Paranormal (en) (saison 2 - 2 épisodes) |
| Jeudi    | Bump (en) (saison 1, nouveauté - 2 épisodes)                           | NC                                                 |
| Vendredi | Killer Camp (en) (émission)                                            | NC                                                 |
| Samedi   | Whose Line Is It Anyway? (en)(émission) Would I Lie to You? (émission) | Masters of Illusion (en) (émission)                |
| Dimanche | NC                                                                     | Penn & Teller: Fool Us (émission)                  |

- Programmation supplémentaire :
  - Devils (saison 2) : Remplace Tom Swift à partir du 16 août 2022.

## Programmes

### Émissions, divertissements et télé-réalités
- Kids' WB (1995-2006 sur The WB / 2006-08)
- Mad TV (1995-2009 sur Fox / 2016)
- WWE SmackDown (WWE Friday Night SmackDown!) (1997-2007 sur UPN / 2007-08)
- Whose Line Is It Anyway? (en) (1998-2007 sur ABC et ABC Family / depuis 2013)
- Top Model USA (America's Next Top Model) (2003–06 sur UPN / 2006-15)
- Beauty and the Geek (2005–06 sur The WB / 2007-08)
- The Tyra Banks Show (en) (2005-09 en syndication / 2009-10)
- À la recherche de la nouvelle Pussycat Dolls (Pussycat Dolls Present) (2007-08)
- CW Now (en) (2007-08)
- Online Nation (en) (2007)
- Crowned: The Mother of All Pageants (en) (2007-08)
- The CW4Kids (2008-10)
- 4Real (en) (2008 - émission canadienne)
- Farmer Wants a Wife (2008)
- In Harm's Way (en) (2008)
- Stylista (en) (2008)
- The CW Sunday Movie (2008-09)
- Judge Jeanine Pirro (en) (2008-09)
- 13: Fear Is Real (en) (2009)
- Hitched or Ditched (en) (2009)
- Toonzai (2010-12)
- Fly Girls (en) (2010)
- High Society (en) (2010)
- Plain Jane (en) (2010)
- Shedding for the Wedding (en) (2011)
- Penn & Teller: Fool Us (depuis 2011 - co-production avec ITV)
- H8R (en) (2011)
- The Bill Cunningham Show (en) (2011-12 en syndication / 2012-16)
- Lifechangers (en) (2011-12)
- Vortexx (2012-14)
- Breaking Pointe (en) (2012-13)
- Oh Sit! (en) (2012-13)
- Remodeled (en) (2012)
- The Catalina (en) (2012)
- The Next: Fame Is at Your Doorstep (en) (2012)
- Capture (en) (2013)
- Perfect Score (en) (2013)
- One Magnificent Morning (en) (depuis 2014)
- Famous in 12 (en) (2014)
- Masters of Illusion (en) (depuis 2014)
- Cedric's Barber Battle (en) (2015)
- A Wicked Offer (en) (2015)
- My Last Days (2016-19)
- Terry Crews Saves Christmas (2016)
- The Robert Irvine Show (en) (2016-18)
- Hypnotize Me (2019)
- Peaking (2019)
- The Big Stage (2019)
- The Christmas Caroler Challenge (2019)
- Mysteries Decoded (depuis 2019)
- The CW Happy Hour (depuis 2020)
- Killer Camp (en) (depuis 2020 - co-production britannique)
- Fridge Wars (en) (depuis 2020 - émission canadienne)
- Taskmaster (2020 - 1 épisode uniquement - émission britannique)
- Being Reuben (2020 - émission britannique)
- World's Funniest Animals (depuis 2020)
- Legends of the Hidden Temple (en) (2021)
- Magic With the Stars (dès 2022)
- Recipe for Disaster (dès 2023)
- WWE NXT (dès 2024)

## Dirigeants de la chaîne
- Barry Meyer - Président et chef de la direction de Warner Bros Entertainment
- Bruce Rosenblum - Le président de Warner Bros Television (supervise The CW)
- Leslie Moonves - président et chef de la direction de CBS Corporation
- Nancy Tellem - Conseiller principal, CBS Corporation (supervise The CW)
- Mark Pedowitz - Président de The CW
- John Matta - chef de l'exploitation de The CW
- Thom Sherman - vice-président du développement
- Haskins Rick - Vice-président exécutif du marketing
- Rob Tuck - Vice-président exécutif des ventes de l'annonce nationale